# Maxat Ayazbayev
Maxat Ayazbayev (27 de enero de 1992) es un ciclista profesional kazajo que actualmente corre para el equipo Apple Team.

## Palmarés
2012
- Tour de Bulgaria

2013
- Trofeo Internacional Bastianelli

## Equipos
- Continental Team Astana (2012-2014)
- Astana Pro Team (2014[1]-2016)
- Keyi Look Cycling Team (2017)
- Apple Team (2018)